# دیوید بلکول
دیوید بلکول (انگلیسی: David Blackwell; ۲۴ آوریل ۱۹۱۹ – ۸ ژوئیهٔ ۲۰۱۰) دانشمند در زمینه نظریه احتمالات اهل ایالات متحده آمریکا بود.
وی همچنین برندهٔ جوایزی همچون نشان ملی علوم شده‌است.